# Mary Bowes-Lyon, Lãnh chúa phu nhân Elphinstone
Mary Frances Bowes-Lyon, Lãnh chúa phu nhân Elphinstone, Nam tước phu nhân Elphinstone GCVO (30 tháng 8 năm 1883 – 8 tháng 2 năm 1961), là một nữ quý tộc người Scotland. Mary là chị gái của Elizabeth Bowes-Lyon, mẹ của Nữ vương Elizabeth II của Liên hiệp Anh. Do đó, Mary là dì đồng thời là mẹ đỡ đầu của Elizabeth II.